# 詹姆斯· 比德尔
詹姆斯·比德尔（英語：James Biddle，1783年2月18日—1848年10月1日），19世纪美国海軍將領，曾在1846年率领風帆戰艦和小型風帆戰船各一艘前往日本商谈开埠事宜，但被当时的江戶幕府所回绝。